# Metabolism aerob
Aerob (despre unele procese metabolice) - care au nevoie de aer (oxigen), pentru îndelinirea unor funcții.